# Naoekograd
Een naoekograd (Russisch: наукоград, betekenis: "wetenschapsstad") is in Rusland de formele benaming voor steden met een hoge concentratie aan wetenschappelijke en onderzoeksinstellingen. De term werd bedacht ten tijde van de Sovjet-Unie; sommige steden werden speciaal hiervoor opgebouwd. Sommige van deze steden waren geheim en onderdeel van het gesloten stadsysteem, waaronder bijvoorbeeld ook steden met belangrijke militaire en atoom-instellingen zich bevonden en soms nog bevinden. Veel van de naoekograds werden door middel van Goelagdwangarbeid gebouwd. In het Rusland van na de Sovjet-Unie wordt de benaming meestal gebruikt voor ongeveer 70 steden, die een concentratie hebben van instituties voor wetenschappelijk onderzoek en voor wetenschappelijke productie en meer specifiek voor een klein aantal steden, die erkend zijn vanwege hun wetenschappelijke capabiliteiten en daarom speciale privileges krijgen.
Van de meer algemene naoekograds bevinden zich ongeveer 30 in de oblast Moskou en de rest voornamelijk in de Wolga-, Oeral- en Siberische regio's. Een aantal hiervan zijn nog steeds 'gesloten'; er bestaan nog slechts 10 gesloten nucleaire steden, waar gewerkt wordt aan het nucleaire militaire programma van Rusland. Enkele van de naoekograds hebben nog steeds banden met de defensie-industrie, zoals Frjazino waar geavanceerde radio- en elektronische apparaten worden ontwikkeld, maar de meeste richten zich nu op niet-militaire activiteiten met hulp van hulpfondsen uit het westen. Onder de bekendste bevinden zich een aantal die worden bestuurd door de Russische Academie van Wetenschappen. Dit is bijvoorbeeld Poesjtsjino, een biologisch onderzoekscentrum en Tsjernogolovka, een natuurkundig en scheikundig onderzoekscentrum. De stad Zelenograd (onderdeel van Moskou, ongeveer 50 kilometer van het stadscentrum) is het Russische centrum voor onderzoek, onderwijs en productie op het gebied van elektronica.
De eerste officiële stad na de Sovjet-Unie die de status van naoekograd kreeg was:
- Obninsk in 2000, een stad met veel onderzoeksinstituten op het gebied van nucleaire materie, speciale materie, meteorologie en medisch onderzoek. Obninsk werd al snel gevolgd door
- Doebna (een internationaal nucleair onderzoekscentrum)
- Koroljov (waar veel ruimtevaartonderzoekscentra zich bevinden)
- Koltsovo in de buurt van Akademgorodok (bij Novosibirsk). Koltsovo was aanvankelijk de thuisbasis van het biowapenonderzoekscentrum Vector, maar is nu een centrum voor farmaceutisch en medisch onderzoek.